# Länsväg 342
De Zweedse weg 342 (Zweeds: Länsväg 342) is een provinciale weg in de provincie Jämtlands län in Zweden en is circa 137 kilometer lang.

## Plaatsen langs de weg
- Strömsund
- Gäddede

## Knooppunten
- E45 bij Strömsund (begin)
- Aansluiting op Fylkesvei 74 in Noorwegen